# クルンタルフィヨルズル

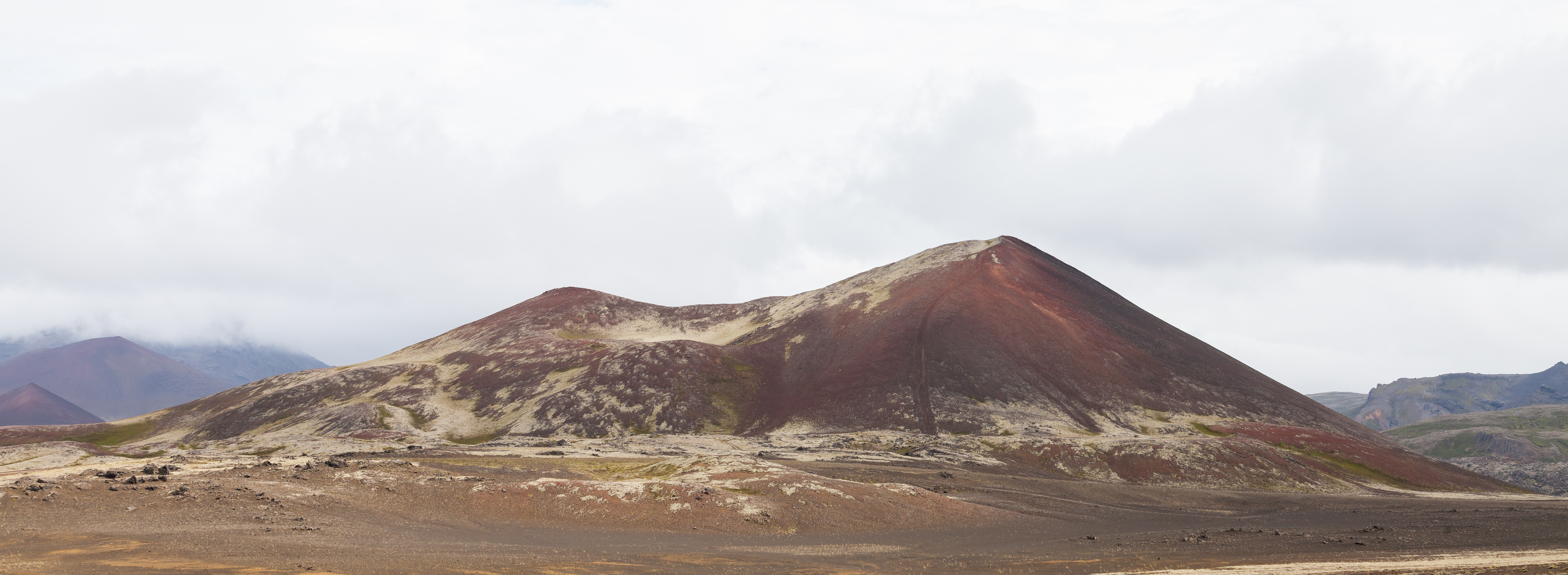
クルンタルフィヨルズルの風景

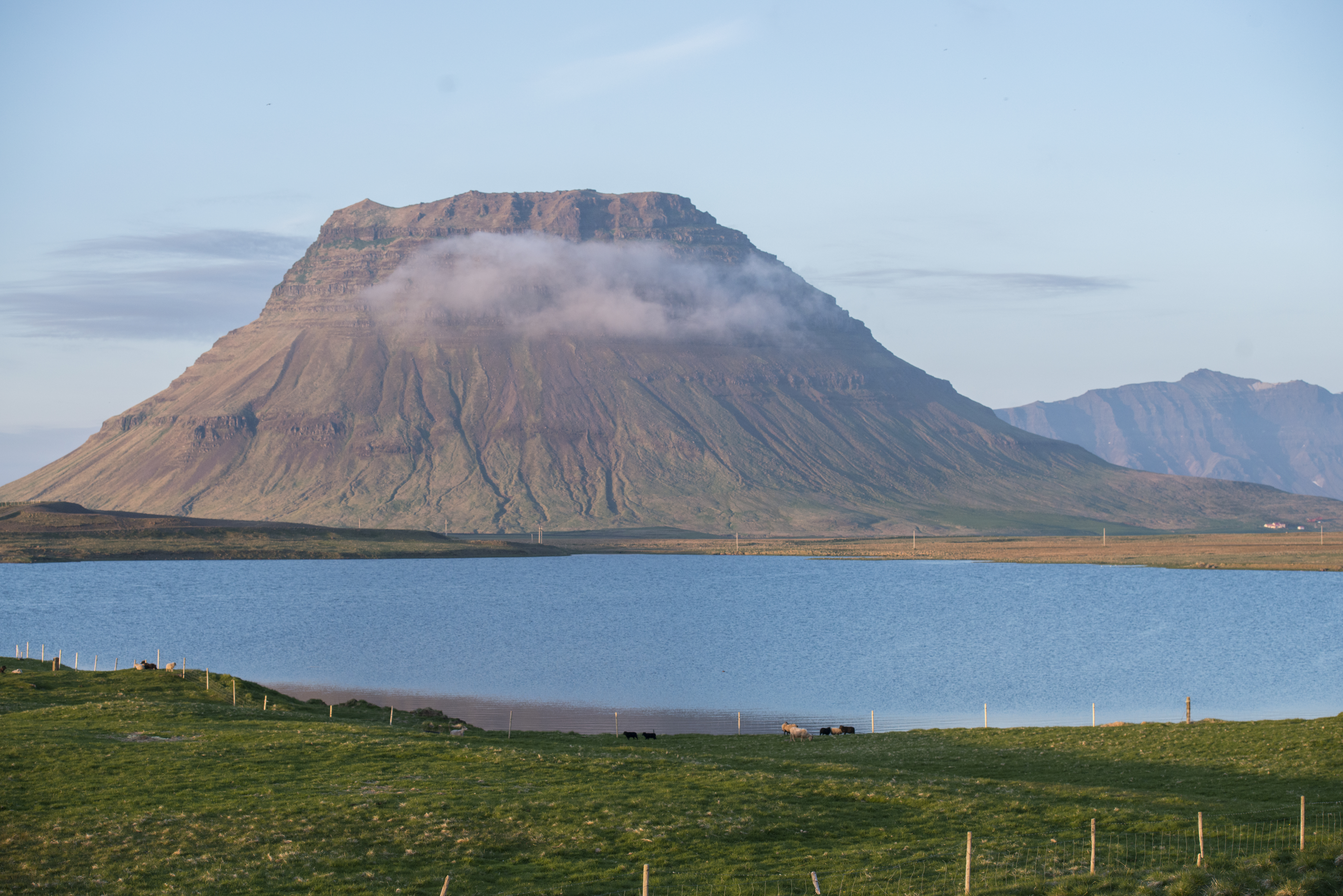
スナイフェルス半島のキルキュフェルト山

クルンタルフィヨルズル（アイスランド語: Grundarfjörður）は、アイスランド西部のスナイフェルス半島北岸の村。山脈と海の間の狭い平野に位置する。

## 歴史
1786年に商業の許可を得た。
1800年ごろ、フランスの商人が暮らすようになり、教会と病院を建てた。漁業で繁栄し、豪華な建物が建てられた。

## 伝説
東のスティッキスホールムルとの間には、Berserkjahraunと呼ばれる巨大な溶岩地帯がある。溶岩地帯の名前はEyrbyggja sagaに由来する。この溶岩地帯には、ベルセルクのひとりが主人の娘と恋に落ちたことにより主人に殺されたという伝説がある。

## 姉妹都市
- パンポル（英語版）（フランス） 2004年から